# Ахмед Даук
Ахмед-бей Даук (араб. أحمد بيك الداعوق; 1892 — 24 серпня 1979) — ліванський політик, двічі обіймав посаду прем'єр-міністра Лівану.

## Біографія
Народився в заможній родині, що мала промисловий і комерційний бізнес, а також займалась доброчинністю. Здобувши освіту у французьких школах Бейрута, вирушив до Франції, де 1914 року закінчив Національну школу мистецтв і ремесел Екс-ан-Прованса.
Після здобуття освіти працював інженером у державній цукровій корпорації Єгипту (1915—1919), технічним експертом короля Хіджазу Хусейна бін Алі з питань гідравлічного обладнання й видобутку корисних копалин (1919—1920), судовим експертом у Лівані (1920—1927), радником у Бейруті й Алеї (1926—1941).
Даук був власником кількох банків, сільськогосподарських, промислових компаній і бізснес-структур у царині нерухомості.
Від 1941 року обіймав провідні посади в уряді Лівану, а також в інших органах державної влади, зокрема:
- 1941 — заступник міністра, міністр суспільних робіт, міністр пошти й телеграфу;
- 1941—1942 — прем'єр-міністр;
- 1943 — президент Національного конгресу;
- 1944—1958 — посол у Франції та Іспанії;
- травень — серпень 1960 — прем'єр-міністр.

Після виходу у відставку був директором Банку промислових підприємств, нерухомості й телекомунікацій («Ogero»).